# Ко ће да спасе орача
Ко ће да спасе орача је југословенски филм из 1969. године. Режирао га је Сава Мрмак, а сценарио је писао Френк Д. Гилро.

## Улоге
| Глумац                       | Улога      |
| ---------------------------- | ---------- |
| Зоран Милосављевић           |            |
| Неда Огњановић               |            |
| Зоран Радмиловић             | Алберт Коб |
| Властимир „Ђуза“ Стојиљковић | Лери Доул  |